# Maria Joukova
Maria Joukova, ou Maria Semionovna Zhukova (russe : Мари́я Семёновна Жу́кова, 1805 - 26 avril 1855) est une écrivaine russe. Après avoir divorcé de son mari, elle commence à écrire pour gagner de l'argent. Elle écrit des nouvelles, des récits de ses voyages et un roman. Célèbre de son vivant, elle subit après sa mort un effacement progressif.

## Biographie
Maria nait en 1805 à Arzamas, où son père est avocat. Ils déménagent ensuite à Saratov. Maria passe ses premières années en province, où elle acquiert une appréciation critique mais affectueuse des coutumes provinciales. Elle acquiert probablement une éducation précoce aux langues et à la littérature en se liant avec une fille de la noblesse locale.
Maria se marie à l'âge de 17 ou 18 ans à un propriétaire terrien local qui exerce les fonctions de juge de district. Le mariage est malheureux. Le mari de Maria est initialement riche, mais il a perdu son argent en jouant et en dépensant excessivement. Ils finissent par se séparer, mais seulement après que Maria eut donné naissance à son fils unique.
Elle s'installe à Saint-Pétersbourg vers 1830. Quelques années plus tard, elle commence à écrire pour subvenir à ses besoins et à ceux de son enfant, et pour rembourser les dettes de son mari. Son premier récit paraît en 1837 et elle publie régulièrement des œuvres jusqu'à sa mort. Son premier succès vient du recueil de récits en deux volumes Soirées sur la Karpovka (1838-1839). Son recueil de contes en deux volumes (1840) est bien accueilli, tout comme ses Esquisses du sud de la France et de Nice (1844). Certaines des récits de Joukova sont historiques, et d'autres se déroulent à l'étranger avec des personnages non russes, une caractéristique commune de la fiction russe de la période romantique.
Après sa mort, elle progressivement effacée : d'abord reléguée dans une zone grise que Nikolaï Nekrassov qualifie de « littérature de second rang ». Puis elle est exclue du canon, à l'image de toutes les femmes écrivaines russes des XVIIIe et XIXe siècles,.

## Travaux
- Soirées sur la Karpovka (1838–1839). Nouvelles.
- Croquis du sud de la France et de Nice (1844). Récits de voyage.
- Une maison d'été sur la route de Peterhof (1845). Roman

## Lectures complémentaires
- Bloomsbury Guide to Women's Literature (ISBN 0-13-689621-9)